# Eva Orvošová
Eva Loweová-Orvošová (Liptovský Mikuláš, 18 de enero de 1971) es una deportista eslovaca que compitió en ciclismo de montaña en la disciplina de campo a través. Ganó una medalla de plata en el Campeonato Mundial de Ciclismo de Montaña de 1991.

## Palmarés internacional
| Campeonato Mundial | Campeonato Mundial | Campeonato Mundial | Campeonato Mundial |
| Año                | Lugar              | Medalla            | Competición        |
| ------------------ | ------------------ | ------------------ | ------------------ |
| 1991               | Barga (Italia)     | Medalla de plata   | Campo a través     |